# Elisabeth Mayweg
Elisabeth Mayweg (* 20. Januar 1982) ist eine deutsche Psychologin und Bildungswissenschaftlerin. Seit dem 1. Januar 2025 ist sie Professorin für Medienbildung in Schule und Hochschule an der Humboldt-Universität zu Berlin. Zuvor war sie dort von 2018 bis 2024 Juniorprofessorin für Digitales Wissensmanagement in Studium und Lehre. Ihre Forschungsschwerpunkte liegen im Bereich des Lehrens und Lernens in digital-geprägten Bildungskontexten mit einem Schwerpunkt auf KI. Dabei geht es ihr insbesondere um die Herausforderungen der Entwicklung der benötigten Kompetenzen für den Umgang mit digitalen Methoden und insbesondere KI.

## Leben
Mayweg studierte Psychologie an der Westfälischen Wilhelms-Universität Münster, wo sie 2011 promoviert und sich 2018 habilitiert hat. Während ihrer Postdoc-Zeit war sie DFG-Forschungsstipendiatin am Teachers College der Columbia University, New York. Von 2011 bis 2017 arbeitete sie am Zentrum für Hochschullehre der Universität Münster. 2017/18 vertrat sie die Professur für Pädagogische Psychologie an der Leibniz Universität Hannover und war 2018 an der Freien Universität Berlin tätig.
Zum 1. Oktober 2018 wurde sie zur Juniorprofessorin für Digitales Wissensmanagement in Studium und Lehre an die Humboldt-Universität zu Berlin berufen. Die Professur war am Einstein Center Digital Future (ECDF) angesiedelt.
Zum 1. Januar 2025 wurde sie auf eine W3-Professur für Medienbildung in Schule und Hochschule berufen, verstetigt durch die Berliner Senatsverwaltung. Ihr Projekt „Digitale Kommunikation und Kompetenzerwerb an der Hochschule“ wurde bis Mai 2025 am ECDF weitergeführt.

## Forschung
Mayweg erforscht digitale Lehr- und Lernprozesse mit Fokus auf Argumentation, Informationsverarbeitung und digitale Kommunikation in kollaborativen Lernkontexten. Sie untersucht, wie Studierende mit widersprüchlichen Informationen oder unterschiedlichen Perspektiven auf gesellschaftliche Fragestellungen umgehen und in digitalen Diskursformaten kritisch reflektieren. Ein besonderes Augenmerk liegt dabei auf der Rolle generativer KI in diesen Settings.
Ein zentraler Schwerpunkt liegt auf der Förderung von AI-Literacy in der Hochschulbildung. In Projekten wie „AI-SKILLS“ unterstützt sie Lehrende dabei, Studierenden aller Disziplinen die fachspezifische Auseinandersetzung mit KI-Methoden und KI-Technologien in der universitären Lehre forschungsbezogen und anwendungsorientiert zu vermitteln. Ferner erforscht sie, wie Studierende Rückmeldungen von KI-Systemen wie LLMs (Large Language Models) bewerten und nutzen. Dabei analysiert sie die Effekte auf Reflexionsfähigkeit, Urteilsbildung und wissenschaftliches Schreiben.
Weitere Forschungsinteressen betreffen die didaktische Gestaltung digitaler Formate in Hochschulen, curricularer Einbettung und die Wirksamkeit von Lehr- und Lernformaten in synchronen, asynchronen und KI-basierten Lernumgebungen.
Methodisch verbindet sie qualitative Diskursanalysen mit experimentellen Designs und digitalen Messverfahren zur Erfassung individueller Lernverläufe. Ihre Forschung ist interdisziplinär ausgerichtet.  
Zudem befasst sich Mayweg verstärkt mit dem Thema Demokratiebildung im Zusammenspiel mit Medienbildung. 

## Publikationen (Auswahl)

### 2024
Faust, A. & Mayweg-Paus, E. (2024). Empowering Tomorrow's Minds: A Comprehensive Framework for Teaching Non-Technical Students to Think Critically about AI. In H. Crompton & D. Burke (Hrsg.), Artificial Intelligence Applications in Higher Education: Theories, Ethics, and Case Studies for Universities (S. 73–89). Routledge. doi:10.4324/9781003440178
Ruwe, T. & Mayweg-Paus, E. (2024). Embracing LLM Feedback: The Role of Feedback Providers and Provider Information for Feedback Effectiveness. Frontiers in Education, 9, 1461362. doi:10.3389/feduc.2024.1461362

### 2023
Ruwe, T. & Mayweg-Paus, E. (2023). „Your Argumentation is Good“, says the AI vs Humans – The Role of Feedback Providers and Personalized Language for Feedback Effectiveness. Computers & Education: Artificial Intelligence, 5. doi:10.1016/j.caeai.2023.100189
Mayweg, E., Enders, N., Bohndick, C. & Rückmann, J. (2023). Online, blended oder Präsenz? Ein systematisches Literaturreview von Metaanalysen zur Effektivität hochschulischer Lehrformate. Zeitschrift für empirische Hochschulforschung, 7(1), 96–122. doi:10.3224/zehf.v7i1.07
Zimmermann, M., Mayweg, E., Ruwe, T. & Maine, F. (2023). Teacher Evaluations of Open Educational Resources Designed to Support Dialogic Cultural Literacy Learning in Schools. European Journal of Open Distance and E-Learning, 25(1), 136–147. doi:10.2478/eurodl-2023-0011
Engel, O., Zimmer, L. M., Lörz, M. & Mayweg-Paus, E. (2023). Digital Studying in Times of COVID-19: Teacher- and Student-Related Aspects of Learning Success in German Higher Education. International Journal of Educational Technology in Higher Education, 20(1). doi:10.1186/s41239-023-00382-w

### 2022
Engel, J., Mayweg, E. & Carnap, A. (2022). Postdigital bedingte Souveränität. Zum Wandel von Handlungsmächtigkeit aus erziehungswissenschaftlicher Perspektive. Merz – Medien + Erziehung, 66(6), 13–24.
Macagno, F., Rapanta, C., Mayweg-Paus, E. & Garcia-Milà, M. (2022). Coding Empathy in Dialogue. Journal of Pragmatics, 192, 116–132. doi:10.1016/j.pragma.2022.02.011
Mayweg-Paus, E. & Zimmermann, M. (2022). Kritisches Denken beim Umgang mit Online-Informationen an der Hochschule. In H. A. Mieg & F. Havemann (Hrsg.), Critical Thinking. Wissenschaftsforschung Jahrbuch 2021. Wissenschaftlicher Verlag Berlin.
Wilde, D., Engel, O. & Mayweg-Paus, E. (2022). Fit zum Studienabschluss! Ein digitales Lehrkonzept zur Vorbereitung der Abschlussarbeit. die hochschullehre, 8(1), 256–267. doi:10.3278/HSL2218W
Zimmermann, M., Engel, O. & Mayweg-Paus, E. (2022). Pre-Service Teachers’ Search Strategies When Sourcing Educational Information on the Internet. Frontiers in Education, 7, 976346. doi:10.3389/feduc.2022.976346

## Projekte
- AI-SKILLS gefördert durch das Bundesministerium für Forschung, Technologie und Raumfahrt (Förderlinie „Künstliche Intelligenz in der Hochschulbildung“)
- Learning Lab
- DIALLS. Kindern durch gemeinsame Gespräche beibringen, tolerant, einfühlsam und inklusiv zu sein.
- Digitale Kommunikation und Kompetenzerwerb an der Hochschule (DiKo2Ho), gefördert durch das Einstein Center Digital Future der Einstein Stiftung Berlin
- Active Citizenship Through Dialogue in Virtual teacher communities. Teilprojekt des EU Erasmus+ Projekts ACT-DI-V.
- Women in STEAM (gefördert durch das ECDF)